# Dendronephthya pharonis
Dendronephthya pharonis is een zachte koraalsoort uit de familie Nephtheidae. De koraalsoort komt uit het geslacht Dendronephthya. Dendronephthya pharonis werd in 1911 voor het eerst wetenschappelijk beschreven door Thomson & Macqueen. 